# 拜伦·戴维斯
拜伦·戴维斯（英語：Byron Davis，1973年10月8日—），生于墨尔本，澳大利亚男子壁球运动员。他曾代表澳大利亚参加1998年英联邦运动会壁球比赛，获得男子双人银牌。